# Lotnisko Słupsk-Krępa
Lotnisko Słupsk-Krępa (kod ICAO: EPSK) – lotnisko sportowe położone 4 km na południe od Słupska nieopodal wsi Krępa Słupska. na ul. Lotniczej 1.
Lotnisko dysponuje dwoma trawiastymi pasami startowymi o kierunku 10/28 (wymiary 1030m x 50m) i kierunki 02/20 (wymiary 600m x 50m). Z lotniska korzystają samoloty sportowe i turystyczne oraz szybowce. Głównym użytkownikiem obiektu jest Aeroklub Słupski.